# Rothmannia
Rothmannia is een geslacht uit de sterbladigenfamilie (Rubiaceae). De soorten komen voor in tropisch en zuidelijk Afrika en op de Seychellen.

## Soorten
- Rothmannia annae (E.P.Wright) Keay
- Rothmannia capensis Thunb.
- Rothmannia ebamutensis Sonké
- Rothmannia engleriana (K.Schum.) Keay
- Rothmannia fischeri (K.Schum.) Bullock ex Oberm.
- Rothmannia globosa (Hochst.) Keay
- Rothmannia hispida (K.Schum.) Fagerl.
- Rothmannia jollyana N.Hallé
- Rothmannia lateriflora (K.Schum.) Keay
- Rothmannia libisa N.Hallé
- Rothmannia liebrechtsiana (De Wild. & T.Durand) Keay
- Rothmannia longiflora Salisb.
- Rothmannia lujae (De Wild.) Keay
- Rothmannia macrocarpa (Hiern) Keay
- Rothmannia macrosiphon (K.Schum.) Bridson
- Rothmannia manganjae (Hiern) Keay
- Rothmannia mayumbensis (R.D.Good) Keay
- Rothmannia munsae (Schweinf. ex Hiern) E.M.A.Petit
- Rothmannia octomera (Hook.) Fagerl.
- Rothmannia ravae (Chiov.) Bridson
- Rothmannia talbotii (Wernham) Keay
- Rothmannia urcelliformis (Hiern) Bullock ex Robyns
- Rothmannia whitfieldii (Lindl.) Dandy

... · 
Afrocanthium · 
Asperula (Bedstro) · 
Atractocarpus · 
Belonophora · 
Bouvardia · 
Breonadia · 
Byrsophyllum · 
Callipeltis · 
Cephalanthus (Kogelbloem) · 
Chassalia · 
Cinchona · 
Coffea (Koffie) · 
Coprosma · 
Cruciata · 
Deppea · 
Galium (Walstro) · 
Gardenia · 
Genipa · 
Morinda · 
Nertera · 
Pentas · 
Plocama · 
Portlandia · 
Psydrax · 
Richardia · 
Rothmannia · 
Rubia · 
Rutidea · 
Rytigynia · 
Sabicea · 
Sarcocephalus · 
Sericanthe · 
Sherardia · 
Spermacoce · 
Tarenna · 
Tricalysia · 
Uncaria · 
Vangueria · 
Virectaria ·  
Wendlandia · 
...